# Maglia bianca

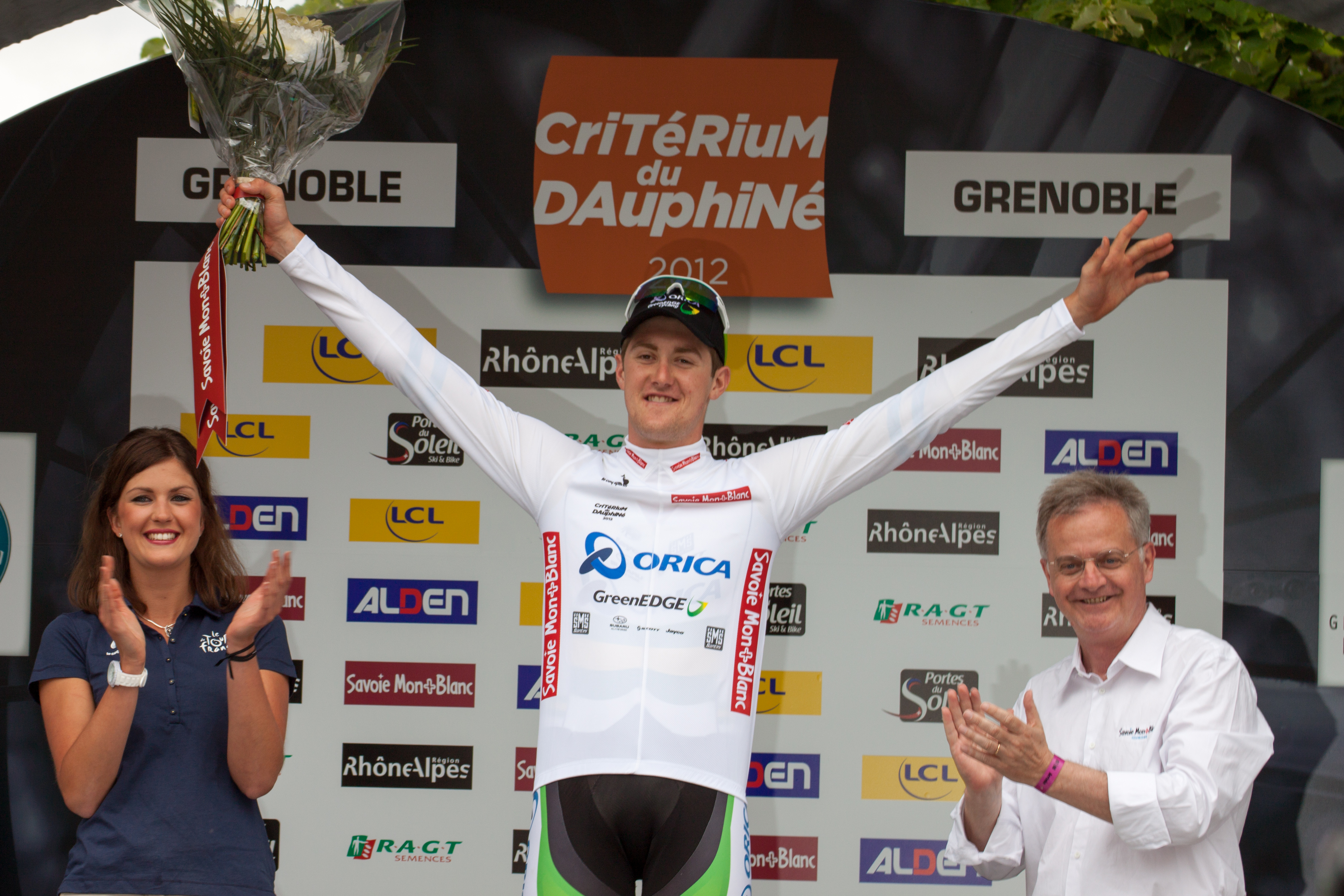
Luke Durbridge veste la maglia bianca di miglior giovane al Critérium du Dauphiné 2012

La maglia bianca è la maglia che viene indossata dal leader di una delle classifiche accessorie di alcune corse a tappe di ciclismo su strada. Le più note sono quelle del Tour de France, del Giro d'Italia e della Vuelta a España.

## Storia
Nella corsa francese la maglia bianca è, a partire dal 1975, il simbolo distintivo del ciclista che guida la classifica dei giovani, cioè quella graduatoria a tempi riservata ai ciclisti di età non superiore a 25 anni. In precedenza, dal 1968 al 1974, veniva indossata dal leader della classifica combinata.
Anche al Giro d'Italia, dal 1976 al 1994 e di nuovo dal 2007, la maglia di colore bianco premia il ciclista in testa alla classifica dei giovani. 
Nella Vuelta a España, invece, la maglia bianca fu, fino al 2018, la casacca portata dal leader della classifica combinata, la graduatoria che tiene conto, sommandoli, dei piazzamenti nelle altre tre classifiche (generale, a punti e scalatori).
Dal 2019 diviene il simbolo distintivo del ciclista che guida la classifica dei giovani, cioè quella graduatoria a tempi riservata ai ciclisti di età non superiore a 26 anni.
Altre maglie bianche vengono assegnate all'Eneco Tour (classifica generale), alla Parigi-Nizza (classifica giovani), alla Tirreno-Adriatico (classifica giovani), alla Volta Ciclista a Catalunya (classifica degli sprint), alla Vuelta al País Vasco (classifica a punti), al Tour de Romandie (classifica giovani), al Critérium du Dauphiné (classifica giovani), al Tour of Beijing (classifica giovani), e, in campo femminile, al Giro Rosa (classifica giovani).